# Römisch-katholische Kirche in Kuwait
Die römisch-katholische Kirche in Kuwait ist eine kleine Minderheitskirche in Arabien.

## Geschichte
Ihren Anfang nahm sie ungefähr im Jahr 1945 mit einer Karmelitenmission. Vor allem durch katholische Gastarbeiter geprägt, welche bis heute die Mehrzahl der dortigen Gläubigen bilden, zählte die Missionsstation 1948 bereits 700 Gläubige und konnte im November 1948 mit dem Bau einer kleinen Kirche beginnen. Am 29. Juni 1953 wurde Kuwait vom Apostolischen Vikariat Arabien, welches seinen Sitz in Aden hatte, abgetrennt und mit seinen 17.900 km² zu einer selbständigen Apostolischen Präfektur erhoben. Schon am 2. Dezember 1954 wurde Kuwait selbst zum Apostolischen Vikariat und erhielt seinen ersten Bischof. 2011 wurde das Vikariat in Apostolisches Vikariat Nördliches Arabien umbenannt.

## Aktuelle Situation
Siehe auch: Christentum in Kuwait
Heute zählt das Apostolische Vikariat ca. 154.000 Katholiken unterschiedlicher Nationalitäten. Sie bilden damit 6,2 % der Bevölkerung und leben, mit 2 Diözesanpriestern und 8 Ordenspriestern, wie auch 13 Ordensschwestern, in 6 Pfarreien. Apostolischer Vikar war zuletzt bis zu seinem Tod im April 2020 Camillo Ballin MCCI.

## Nuntien in Kuwait
- 1969–1975 Pronuntius Alfredo Bruniera
- 1975–1978 Pronuntius Jean-Édouard-Lucien Rupp
- 1978–1982 Pronuntius Antonio del Giudice
- 1983–1987 Pronuntius Luigi Conti
- 1987–1991 Pronuntius Marian Oleś
- 1993–1997 Pablo Puente Buces
- 1997–1999 Antonio Maria Vegliò
- 2001–2005 Giuseppe De Andrea
- 2005–2009 Paul-Mounged El-Hachem
- 2009–2016 Petar Antun Rajič
- 2016–2020 Francisco Montecillo Padilla
- seit 2021 Eugene Martin Nugent